# 蘇家屯事件
蘇家屯事件，是由大紀元時報於2006年3月9日首先報導，由中國共產黨執政的中华人民共和国政府遭指控涉及大量活體摘取法輪功學員器官移植謀利的第一起大規模事件，兩名證人指控遼寧省瀋陽市蘇家屯區的遼寧省血栓病中西醫結合醫療中心（簡稱「蘇家屯血栓醫院」）涉嫌關押法輪功學員、活體摘取其器官供出售、焚屍等多項非法行為的事件。中華人民共和國政府否認並指為「捏造」、「謠言」。曾以聯合國酷刑問題特派專員身份進入中國調查酷刑問題的曼弗瑞德·諾瓦克2011年表示，指控的可信度極高。
由於中國自1999年以來器官移植量迅速成長，成為世界第二大器官移植國，但大量器官來源引起質疑；且幾年來，由於相關強摘器官指控案例的範圍，擴大到中國許多省份及機構，逐漸形成對中國全國性系統的指控，並受到多國主流媒體報導關注，並被收錄於聯合國及美國官方多份人權報告。聯合國、自由之家、國際特赦組織、國際醫學界仍持續要求中華人民共和國政府公布相關數據，並同意進入中國進行不受中國政府干預的獨立調查，以釐清真相。

## 事件簡介
根據法輪功学员创办的大紀元時報報導，最初提出指控證詞者有兩位中國人士：一是中國籍的前日本媒體記者「彼特」，他指稱蘇家屯附近有一秘密集中營，關押有6000多名法輪功成員，另一位中國瀋陽的護士「安妮」，護士的前夫是中國籍醫生，據稱在瀋陽市蘇家屯血栓醫院，他親手活體摘取2000名法輪功學員的眼角膜。
在新聞報導曝光後第20天，中華人民共和國政府首度對外回應：以證據不足否認這項指控，指為「捏造」、「謠言」。聯合國酷刑問題特派專員曼弗瑞德·諾瓦克則表示，他正調查有關指稱。諾瓦克在2011年表示：這項指控的可信度極高（credible）。
美國駐華大使館曾在2006年3月22日（證詞報導13天後）前往該醫院查看。美國國務院國際資訊局（IIP） 網站2006年4月16日發佈消息《美國國務院談中國法輪功問題》稱：「國務院表示，對於中國東北某地有一 處集中營監禁法輪功學員並摘取其人體器官的報道，美國經派員實地查看沒有發現任何證據可以支援上述報道」，「美國駐北京大使館和駐瀋陽領事館官員工作人員 曾兩度前往該地和特定場所。在赴該地查看期間，美國官員得到允許進入整個設施和場地，沒有發現任何證據表明這個場所除作為正常的公共醫院發揮作用外被用作 其他用途。」但同時強調「儘管美國對上述問題有這樣的看法，但美國仍繼續關注中國鎮壓法輪功學員的問題和有關摘取法輪功學員人體器官的報導。 美國在與中國政府會談時以及在年度各國人權報告中都提到了這兩個問題。」但也有匿名的秘密證人「瀋陽老軍醫」向大紀元時報指出：現場證據已遭中國政府清理、被關押者遭轉移「轉移5000人只需一天，用封閉的鐵路貨車運送」。

## 擴大為全國性指控
然而，在2006年蘇家屯事件之後，關於中國強制摘取器官的證據、指控、報導仍持續不斷出現，且涉案醫院不限於中國瀋陽，例如以色列政府逮捕承認販售中國死刑犯及法輪功學員器官的仲介，外國醫生證實他們的外國病患在中國移植了法輪功學員的器官。
由於相關指控案例的範圍，擴大到中國許多省份及機構，逐漸形成對全國性系統的指控，並受到多國主流媒體報導關注。被指控的加害者中國共產黨北京執政當局，特別是中國共產黨政法委系統（包括武警）、解放軍系統；受害者除了最大量的遭關押法輪功修煉者之外，後來還擴及較少量的 家庭教會基督徒、西藏人、維吾爾族人、持不同政見者，這些良心犯被關押在監獄、勞教所等地。

## 境外獨立調查
蘇家屯事件後，最主要的獨立調查係由加拿大前亞太國務卿、七屆資深國會議員大衛·喬高和國際人權律師大衛·麥塔斯兩人組成進行，並於2006年7月12日發佈第一版《喬高-麥塔斯調查報告》，其調查結論是“曾經發生，且至今仍然繼續存在，對非自願的法輪功學員進行大量器官摘取”，並以「這星球上前所未有的邪惡」形容；且從取得的證據顯示，器官摘取在中國許多省份都在同時發生著。兩人因此獲得2010年諾貝爾和平獎提名。該報告翻譯成18種語言，幾年來持續更新、補充證據至第三版，該報告經由3位醫學領域研究專家的分別獨立驗證，而通過了學術同行評審驗證。

《喬高-麥塔斯調查報告》發表後12天，定居美國的中國勞改制度研究者吳弘達於7月下旬對此事件發表報告，對蘇家屯事件證人指控的真實性提出質疑，認為無直接確鑿證據。
中華人民共和國政府則始終嚴詞否認這項指控，不過，在之後的幾年當中立法、修法，並陸續承認國內器官捐贈制度混亂、大部分器官來源係來自於死刑犯，並於2012年表示將自2013年起改採新制度，逐步終止這些現象。。但另方面，中國共產黨執政當局幾年來仍持續拒絕外國組織進入中國獨立調查的請求、也拒絕依聯合國要求公布相關數據。因此，國際相關的獨立調查，難以經過實地調查取得直接證據，只能在中國境外進行，例如最主要的調查《喬高-麥塔斯調查報告》是以醫生及病人證詞、 證人證詞、中國官方說法、電話調查等共52種間接證據方法推論驗證。而聯合國、自由之家、國際特赦組織、國際醫學界仍持續要求中華人民共和國政府公布相關數據，並同意進入中國進行不受中國政府干預的獨立調查，以釐清真相。
由於中華人民共和國政府始終拒絕提供相關數據以推翻喬高-麥塔斯及其他獨立調查的證據及指控，聯合國酷刑問題特派專員曼弗瑞德·諾瓦克因此認為指控可信，諾瓦克向《时代周报》表示「中華人民共和國(政府)面對這項指控斷然以「宣傳」斥回，卻從未駁倒這項事實。」，這項指控也被列入聯合國及美國國務院(2012)、美國國會(2012)、美國國際宗教自由委員會(2013) 等多份人權報告書；美國國會、歐洲議會也召開了聽證會調查。

## 薄熙來與王立軍
蘇家屯事件所指控的內容，最初是發生在薄熙來主政遼寧省期間，根據德國時代週報 2013年3月報導，薄熙來的左右手王立軍在遼寧省曾獲獎--王致辭表示，在遼寧省透過處決幾千人的實驗，成功「研發嶄新的器官保鮮液，該液體足以讓一位被注射死亡犯人的器官無損保鮮。」在王立軍於2012年2月逃往美國駐成都大使館尋求庇護後，有消息指出王向美方提供相關證據資料，美國106位眾議員聯名寫信要求美國國務卿公開資料：「在美國國會做證的證人說，中華人民共和國政府從活著的法輪功學員身上摘取器官。議員們要求國務院公布其獲得的有關發生在中國的濫用移植器官的行徑，包括王立軍提供給美國駐成都領事館的文件。」美國資深聯邦參議員、參議院軍事委員會成員詹姆斯·殷霍夫也致函國務院提出相同要求，並在信函中提出對中國器官移植來源的強烈質疑。

## 指控的後續發展
該指控內容連續多年（2011,2012,2013）被列入聯合國及美國國務院、美國國會等多份人權報告書。
2012年11月中共黨媒人民日報海外版引述德國之聲報道，德國國際人權協會表示擔憂中国可能将政治犯处死之后摘取其器官进行买卖。德國議員德中委員會主席約翰內斯·普福魯克曾表示這只是謠言，多年以前曾通過情報機構調查，情報員當時告訴他「這些說法雖然一再浮出水面，但卻沒有證據去證明有這樣的事情發生過」。最早報導該指控的大紀元時報則刊登一篇評論，質疑人民日報不敢引用美國議員的公開信，並質疑該德國議員的結論太過輕率，建議該議員向公眾公佈「情報員的調查與說法」；並表示德國總理默克爾曾要求外交部向她做了一次90分鐘的簡報。
自2012年12月起，多國（地區）議會通過譴責案。中華民國立法院（2012年12月）、歐洲議會（2013年12月）、澳洲參議院、義大利參議院人權委員會、愛爾蘭議會外交事務及貿易聯合委員會、美國國會外交委員會（2014年7月底281號決議案），陸續通過決議譴責中華人民共和國政府強摘法輪功等良心犯器官。

## 外部連結
- 電子書："死刑犯”撐不起中國器官移植市場上的蘑菇雲
- 官方中新網：蘇家屯醫院斥法輪功污蔑 （页面存档备份，存于）